# Monocreagra orthyades
Monocreagra orthyades är en fjärilsart som beskrevs av Druce 1893. Monocreagra orthyades ingår i släktet Monocreagra och familjen tandspinnare. Inga underarter finns listade i Catalogue of Life.